# Società Sportiva Campobasso 1977-1978
Questa pagina raccoglie le informazioni riguardanti la Società Sportiva Campobasso nelle competizioni ufficiali della stagione 1977-1978.

## Stagione
Per il 1977-1978 la società è in profonda crisi, tanto da fare la Coppa con dei ragazzi della Primavera a cui si aggiungono Scorrano, il portiere Ciaramella, i giovani fratelli Silva con qualche esperienza in prima squadra e con Bruno Pinna che fa da giocatore-allenatore per le prime partite di Coppa. Poco prima dell'inizio del campionato Luigi Falcione, costruttore di Pescopennataro acquista i lupi (anche se, per la ristrettezza dei tempi, per la lega rimane presidente Franco Nucciarone). Inoltre cambia ragione sociale, da Unione Sportiva Campobasso diventa Società Sportiva Campobasso. In panchina arriva Dante Fortini sedendo in panchina nelle ultime due giornate di Coppa (il Campobasso esce nella fase a gironi). Viene riconfermato il blocco difensivo Migliorini Urbani Carloni Pilone Scorrano (divenuto capitano dopo che non viene riconfermato Pinna), mentre a centrocampo arriva il campobassano Siro D'Alessandro, mentre va via dopo tre anni Medeot, i non convincenti Iovino e Parasmo si accasano alla Paganese, mentre ad ottobre arriva Livio Gardiman dal Lecce e il bergamasco Alvaro Facoetti dal Seregno. La squadra parte molto bene, issandosi al terzo posto, battendo in casa la futura vincitrice del torneo Nocerina e pareggiando alla prima giornata il Catania al giro di boa, nella seconda parte paga il fatto di avere una rosa corta e arriva 7º, accontentandosi di avere il posto nella neonata Serie C1. La squadra mantiene l'imbattibilità casalinga in campionato, mentre fuori casa subisce molte volte gli avversari.

## Rosa
| N. |                   | Ruolo | Calciatore                  |
| -- | ----------------- | ----- | --------------------------- |
|    | Italia (bandiera) | P     | Adelmo Berardo              |
|    | Italia (bandiera) | P     | Giovanni Ciaramella         |
|    | Italia (bandiera) | P     | Massimo Migliorini          |
|    | Italia (bandiera) | D     | Giuseppe Antoniani          |
|    | Italia (bandiera) | D     | Giancarlo Carloni           |
|    | Italia (bandiera) | D     | D'Amico                     |
|    | Italia (bandiera) | D     | Alvaro Facoetti             |
|    | Italia (bandiera) | D     | Livio Gardiman              |
|    | Italia (bandiera) | D     | Pasquale Petrecca           |
|    | Italia (bandiera) | D     | Vincenzo Pilone             |
|    | Italia (bandiera) | D     | Pietro Sbaccanti            |
|    | Italia (bandiera) | D     | Michele Scorrano (capitano) |
|    | Italia (bandiera) | D     | Vincenzo Urbani             |
|    | Italia (bandiera) | C     | Angelo Amadori              |
|    | Italia (bandiera) | C     | Bagnoli                     |

| N. |                   | Ruolo | Calciatore           |
| -- | ----------------- | ----- | -------------------- |
|    | Italia (bandiera) | C     | Gabriele Bolognesi   |
|    | Italia (bandiera) | C     | Siro D'Alessandro    |
|    | Italia (bandiera) | C     | Bruno Pinna          |
|    | Italia (bandiera) | C     | Giuseppe Silva       |
|    | Italia (bandiera) | C     | Giacomo De Francesco |
|    | Italia (bandiera) | A     | Barbieri             |
|    | Italia (bandiera) | A     | Walter Berardi       |
|    | Italia (bandiera) | A     | Gabrio Bracchini     |
|    | Italia (bandiera) | A     | Claudio Capogna      |
|    | Italia (bandiera) | A     | Bruno Colitti        |
|    | Italia (bandiera) | A     | Antonio Fiorillo     |
|    | Italia (bandiera) | A     | Nauta                |
|    | Italia (bandiera) | A     | Giorgio Petrella     |
|    | Italia (bandiera) | A     | Nicola Silva         |
|    | Italia (bandiera) | A     | Tavaniello           |
|    | Italia (bandiera) |       | Camarda              |
|    | Italia (bandiera) |       | Landolfi             |

## Calciomercato

### Sessione estiva
| Acquisti | Acquisti             | Acquisti   | Acquisti   |
| R.       | Nome                 | da         | Modalità   |
| -------- | -------------------- | ---------- | ---------- |
| C        | Siro D'Alessandro    | Siracusa   | definitivo |
| C        | Giacomo De Francesco | Brindisi   | definitivo |
| A        | Walter Berardi       | Anconitana | definitivo |
| A        | Antonio Fiorillo     | Vietri     | definitivo |

| Cessioni | Cessioni              | Cessioni    | Cessioni      |
| R.       | Nome                  | a           | Modalità      |
| -------- | --------------------- | ----------- | ------------- |
| D        | Flavio Malagamba      |             | fine carriera |
| D        | Rocco Antonio Parasmo | Paganese    | definitivo    |
| C        | Paolo Bassi           | Sassuolo    | definitivo    |
| C        | Mauro Bencivenga      |             | svincolato    |
| C        | Vincenzo Iovino       | Paganese    | definitivo    |
| C        | Bruno Pinna           | Termoli     | definitivo    |
| A        | Crescenzo Bentivoglio |             | svincolato    |
| A        | Alberto Medeot        | Juve Stabia | definitivo    |

### Sessione autunnale
| Acquisti | Acquisti         | Acquisti | Acquisti   |
| R.       | Nome             | da       | Modalità   |
| -------- | ---------------- | -------- | ---------- |
| D        | Alvaro Facoetti  | Seregno  | definitivo |
| D        | Livio Gardiman   | Lecce    | definitivo |
| D        | Pietro Sbaccanti | Roma     | prestito   |

| Cessioni | Cessioni         | Cessioni | Cessioni   |
| R.       | Nome             | a        | Modalità   |
| -------- | ---------------- | -------- | ---------- |
| A        | Gabrio Bracchini | Melfi    | definitivo |

## Risultati

### Serie C

#### Girone di andata
| Arbitro: | Foschi (Forlì) |

|             |           |           |
| Capogna 15’ | Marcatori | 31’ Morra |

| Campobasso 18 settembre 1977 2ª giornata | Campobasso         | 0 – 0 referto | Barletta | Stadio Giovanni Romagnoli\| Arbitro: \| Padovani (Brescia) \| |
| Arbitro:                                 | Padovani (Brescia) |               |          |                                                               |

| Arbitro: | Da Pozzo (Monza) |

|  |           |               |
|  | Marcatori | 25’ Bolognesi |

| Arbitro: | Materassi (Firenze) |

|              |           |  |
| Fiorillo 72’ | Marcatori |  |

| Arbitro: | Canesi (Cremona) |

|                  |           |              |
| Cappellaccio 34’ | Marcatori | 81’ Fiorillo |

| Campobasso 16 settembre 1977 6ª giornata | Campobasso      | 0 – 0 referto | Siracusa | Stadio Giovanni Romagnoli\| Arbitro: \| Paradisi (Fano) \| |
| Arbitro:                                 | Paradisi (Fano) |               |          |                                                            |

| Brindisi 23 ottobre 1977 7ª giornata | Brindisi        | 0 – 0 referto | Campobasso | Stadio Franco Fanuzzi\| Arbitro: \| Facchin (Udine) \| |
| Arbitro:                             | Facchin (Udine) |               |            |                                                        |

| Arbitro: | Governa (Alessandria) |

|                      |           |  |
| Bolognesi 20’ (rig.) | Marcatori |  |

| Arbitro: | Ballerini (La Spezia) |

|                       |           |               |
| Labellarte 23’ (rig.) | Marcatori | 43’ Bolognesi |

| Arbitro: | Stillacci (Torino) |

|                      |           |  |
| Bolognesi 28’ (rig.) | Marcatori |  |

| Arbitro: | Vitali (Bologna) |

|              |           |  |
| Iannucci 17’ | Marcatori |  |

| Arbitro: | Ponzano (Alessandria) |

|                   |           |  |
| Urbani 81’ (aut.) | Marcatori |  |

| Arbitro: | Manfredini (Pavia) |

|              |           |  |
| Fiorillo 55’ | Marcatori |  |

| Arbitro: | De Marchi (Novara) |

|              |           |  |
| Fiorillo 71’ | Marcatori |  |

| Arbitro: | Patrussi (Arezzo) |

|               |           |                 |
| Cassarino 37’ | Marcatori | 9’, 62’ Berardi |

| Arbitro: | Angelelli (Terni) |

|                   |           |  |
| Perego 82’ (rig.) | Marcatori |  |

| Arbitro: | Soncini (Bologna) |

|              |           |             |
| Facoetti 77’ | Marcatori | 21’ Tivelli |

| Sorrento 15 gennaio 1978 18ª giornata | Sorrento          | 0 – 0 referto | Campobasso | Stadio Italia\| Arbitro: \| Falzier (Treviso) \| |
| Arbitro:                              | Falzier (Treviso) |               |            |                                                  |

| Arbitro: | Gazzari (Macerata) |

|                                               |           |  |
| Facoetti 23’ Bolognesi 57’ (rig.) Capogna 64’ | Marcatori |  |

#### Girone di ritorno
| Arbitro: | Lanzetti (Viterbo) |

|             |           |  |
| Bertini 86’ | Marcatori |  |

| Arbitro: | Magni (Bergamo) |

|                        |           |  |
| Iosche 42’ Zanolla 44’ | Marcatori |  |

| Arbitro: | Foschi (Forlì) |

|             |           |  |
| Capogna 54’ | Marcatori |  |

| Nocera Inferiore 19 febbraio 1978 23ª giornata | Nocerina              | 0 – 0 referto | Campobasso | Stadio San Francesco\| Arbitro: \| Governa (Alessandria) \| |
| Arbitro:                                       | Governa (Alessandria) |               |            |                                                             |

| Arbitro: | Cornegliani (Milano) |

|                  |           |  |
| Berardi 31’, 88’ | Marcatori |  |

| Arbitro: | Stillacci (Torino) |

|                  |           |  |
| Marullo 51’, 75’ | Marcatori |  |

| Arbitro: | Paradisi (Roma) |

|                               |           |             |
| Amadori 57’ Fiorillo 59’, 61’ | Marcatori | 35’ Catarci |

| Arbitro: | Canesi (Cremona) |

|                            |           |              |
| Messina 3’ (rig.) Luzi 67’ | Marcatori | 71’ Sbancati |

| Arbitro: | Falzier (Treviso) |

|               |           |             |
| Bolognesi 51’ | Marcatori | 37’ Snidaro |

| Arbitro: | Baldi (Roma) |

|                          |           |  |
| Carella 44’ Generoso 72’ | Marcatori |  |

| Arbitro: | Casella (Voghera) |

|              |           |              |
| Fiorillo 32’ | Marcatori | 22’ Iannucci |

| Arbitro: | Galbiati (Roma) |

|              |           |  |
| Fiorillo 18’ | Marcatori |  |

| Arbitro: | Zuffi (Ravenna) |

|               |           |  |
| Bacilieri 58’ | Marcatori |  |

| Arbitro: | Mondoni (Milano) |

|                |           |                 |
| Carannante 69’ | Marcatori | 8’ D'Alessandro |

| Arbitro: | Da Pozzo (Monza) |

|              |           |          |
| Scorrano 65’ | Marcatori | 56’ Rufo |

| Campobasso 21 maggio 1978 35ª giornata | Campobasso     | 0 – 0 referto | Benevento | Stadio Giovanni Romagnoli\| Arbitro: \| Foschi (Forlì) \| |
| Arbitro:                               | Foschi (Forlì) |               |           |                                                           |

| Arbitro: | Cornegliani (Milano) |

|                                    |           |  |
| Tivelli 20’, 59’, 78’ Di Risio 52’ | Marcatori |  |

| Arbitro: | Cornegliani (Milano) |

|             |           |  |
| Berardi 85’ | Marcatori |  |

| Arbitro: | Zumbo (Reggio Calabria) |

|                 |           |                    |
| Vaccaro 3’, 40’ | Marcatori | 89’ (rig.) Berardi |

### Coppa Italia Semiprofessionisti

#### Fase a gironi
| Arbitro: | Simonetti (Taranto) |

|  |           |           |
|  | Marcatori | 4’ Ludwik |

| Arbitro: | Catania (Roma) |

|  |           |             |
|  | Marcatori | 58’ Migotto |

| 28 agosto 1977 3ª giornata |  | – Il Campobasso riposa |  |  |

| Arbitro: | Cerquoni (Macerata) |

|                                       |           |  |
| Ferrari 49’, 63’, 68’, 75’ Ludwig 83’ | Marcatori |  |

| Arbitro: | Paradisi (Fano) |

|                                                    |           |                                                              |
| Migotto 21’ Di Carlo 29’ Rosati 54’ Costantini 72’ | Marcatori | 42’, 84’ Capogna 46’ (aut.) Rosati 76’ Bracchini 83’ Amadori |

| 7 settembre 1977 6ª giornata |  | – Il Campobasso riposa |  |  |

## Statistiche

### Statistiche di squadra
| Competizione                    | Punti | In casa | In casa | In casa | In casa | In casa | In casa | In trasferta | In trasferta | In trasferta | In trasferta | In trasferta | In trasferta | Totale | Totale | Totale | Totale | Totale | Totale | DR |
| Competizione                    | Punti | G       | V       | N       | P       | Gf      | Gs      | G            | V            | N            | P            | Gf           | Gs           | G      | V      | N      | P      | Gf     | Gs     | DR |
| ------------------------------- | ----- | ------- | ------- | ------- | ------- | ------- | ------- | ------------ | ------------ | ------------ | ------------ | ------------ | ------------ | ------ | ------ | ------ | ------ | ------ | ------ | -- |
| Serie C                         | 40    | 19      | 11      | 8       | 0       | 21      | 6       | 19           | 2            | 6            | 11           | 8            | 23           | 38     | 13     | 14     | 11     | 29     | 29     | +0 |
| Coppa Italia Semiprofessionisti | 2     | 2       | 0       | 0       | 2       | 0       | 2       | 2            | 1            | 0            | 1            | 5            | 9            | 4      | 1      | 0      | 3      | 5      | 11     | -6 |
| Totale                          | -     | 21      | 11      | 8       | 2       | 21      | 8       | 21           | 3            | 6            | 12           | 13           | 32           | 42     | 14     | 14     | 14     | 34     | 40     | -6 |

### Statistiche dei giocatori
| Giocatore       | Serie C  | Serie C | Coppa Italia Semiprofessionisti | Coppa Italia Semiprofessionisti | Totale   | Totale |
| Giocatore       | Presenze | Reti    | Presenze                        | Reti                            | Presenze | Reti   |
| --------------- | -------- | ------- | ------------------------------- | ------------------------------- | -------- | ------ |
| A. Amadori      | 38       | 1       | 1                               | 1                               | 39       | 2      |
| G. Antoniani    | 4        | 0       | 2                               | 0                               | 6        | 0      |
| Bagnoli         | 0        | 0       | 4                               | 0                               | 4        | 0      |
| Barbieri        | 0        | 0       | 3                               | 0                               | 3        | 0      |
| W. Berardi      | 35       | 6       | 0                               | 0                               | 35       | 6      |
| A. Berardo      | 1        | -1      | 2                               | -6                              | 3        | -7     |
| G. Bolognesi    | 35       | 6       | 0                               | 0                               | 35       | 6      |
| G. Bracchini    | 3        | 0       | 1                               | 1                               | 4        | 1      |
| Camarda         | 0        | 0       | 3                               | 0                               | 3        | 0      |
| C. Capogna      | 19       | 3       | 1                               | 2                               | 20       | 5      |
| G. Ciaramella   | 0        | 0       | 1                               | -1                              | 1        | -1     |
| G. Carloni      | 29       | 0       | 1                               | 0                               | 30       | 0      |
| B. Colitti      | 0        | 0       | 4                               | 0                               | 4        | 0      |
| S. D'Alessandro | 38       | 1       | 0                               | 0                               | 38       | 1      |
| D'Amico         | 0        | 0       | 3                               | 0                               | 3        | 0      |
| G. De Francesco | 0        | 0       | 4                               | 0                               | 4        | 0      |
| A. Facoetti     | 28       | 2       | -                               | -                               | 28       | 2      |
| A. Fiorillo     | 29       | 8       | 0                               | 0                               | 29       | 8      |
| L. Gardiman     | 20       | 0       | -                               | -                               | 20       | 0      |
| Landolfi        | 0        | 0       | 3                               | 0                               | 3        | 0      |
| M. Migliorini   | 37       | -28     | 1                               | -4                              | 38       | -32    |
| Nauta           | 0        | 0       | 2                               | 0                               | 2        | 0      |
| P. Petrecca     | 1        | 0       | 0                               | 0                               | 1        | 0      |
| G. Petrella     | 0        | 0       | 1                               | 0                               | 1        | 0      |
| V. Pilone       | 35       | 0       | 1                               | 0                               | 36       | 0      |
| B. Pinna        | -        | -       | 2                               | 0                               | 2        | 0      |
| P. Sbancati     | 13       | 1       | -                               | -                               | 13       | 1      |
| M. Scorrano     | 31       | 0       | 1                               | 0                               | 32       | 0      |
| G. Silva        | 3        | 0       | 4                               | 0                               | 7        | 0      |
| N. Silva        | 13       | 0       | 4                               | 0                               | 17       | 0      |
| Tavaniello      | 0        | 0       | 2                               | 0                               | 2        | 0      |
| V. Urbani       | 37       | 0       | 0                               | 0                               | 37       | 0      |